# 血染哈林
是一部1997年的美國犯罪電影，本片發生在1920年代末和1930年代初期，虛構描述意大利/猶太黑手黨聯盟與哈林區黑人黑幫之間的幫派戰爭。本片集中在"瘤子"约翰逊（羅蘭士·費斯賓 飾演）、杜奇·舒爾茲（添·羅夫 飾演）和查理·盧西安諾（安迪·加西亞 飾演）身上。

## 演員
- 羅蘭士·費斯賓 飾 “瘤子”约翰逊（Bumpy Johnson）
- 添·羅夫 飾 杜奇·舒爾茲
- 凡妮莎·威廉斯 飾 Francine Hughes
- 安迪·加西亞 飾 查理·「幸運」·盧西安諾
- 西西莉·泰森 飾 史蒂芬妮·聖克萊（英语：Stephanie St. Clair）
- 契·麥克布萊德（英语：Chi McBride） 飾 Illinois Gordon
- 克拉倫斯·威廉斯三世（英语：Clarence Williams III） 飾 Bub Hewlett
- 理查德·布拉德福德（英语：Richard Bradford (actor)） 飾 Captain Foley
- 威廉·阿瑟頓 飾 湯瑪斯·杜威
- 洛瑞塔·德維尼（英语：Loretta Devine） 飾 豬腳瑪麗（英语：Lillian Harris Dean）
- 拉蒂法女皇 飾 Sulie
- 艾德·奧羅斯（英语：Ed O'Ross） 飾 Lulu Rosenkrantz
- 麥克·斯塔爾（英语：Mike Starr (actor)） 飾 Albert Salke
- 博·斯塔爾（英语：Beau Starr） 飾 Jules Salke
- 保羅·本傑明（英语：Paul Benjamin） 飾 Whispers
- 唐尼·瑞奇（英语：Tony Rich） 飾 艾靈頓公爵

## 外部連結
- 互联网电影数据库（IMDb）上《Hoodlum》的资料（英文）
- Box Office Mojo上《Hoodlum》的資料（英文）
- 爛番茄上《Hoodlum》的資料（英文）